# Wspólnota Chrystusa Zmartwychwstałego Galilea
Wspólnota Chrystusa Zmartwychwstałego "Galilea" – katolicka charyzmatyczna wspólnota ewangelizacyjna, którą założył w roku 1992 ojciec Krzysztof Czerwionka CR.
Wspólnota jest częścią Zgromadzenia Zmartwychwstania Pańskiego, a jej głównym celem funkcjonowania od samego początku jest ewangelizacja, czyli doprowadzanie innych do nowej, głębokiej relacji z Bogiem i odkrycia Jego obecności w osobistym życiu człowieka. Z tego względu jedną z podstawowych form działalności Wspólnoty jest Szkoła Nowej Ewangelizacji św. Marka funkcjonująca w ramach programu kerygmatycznych katolickich Szkół Nowej Ewangelizacji.
Wspólnota posiada ponad 1600 członków różnego stanu (małżeństwa, osoby samotne, kapłani) i wieku (zarówno młodzież, jak też osoby starsze). Centrum Wspólnoty oraz główną siedzibą jest ośrodek rekolekcyjny "Wzgórze Miłosierdzia" położony w miejscowości Stryszawa (niedaleko Suchej Beskidzkiej).

## Tożsamość
W roku 1998 Kapituła Polskiej Prowincji Zgromadzenia Zmartwychwstania Pańskiego potwierdziła oficjalnie, że Wspólnota wypełnia Charyzmat Zgromadzenia, dlatego też została włączona formalnie w jego struktury. W następstwie tego o. prowincjał Adam Piasecki CR potwierdził oficjalnym Dekretem, że Wspólnota w pełni realizują misję Zgromadzenia Zmartwychwstańców.
W znacznej części diecezji na terenie Polski, w których Wspólnota jest obecna, otrzymała ona od Ordynariuszy miejsca oficjalne dekrety pozwalające na prowadzenie dzieł na ich terenie (m.in. Archidiecezja Warszawska, Archidiecezja Katowicka, Archidiecezja Krakowska, Archidiecezja Lubelska). We wszystkich parafiach, w których prowadzone są regularne spotkania, odbywają się ona za wyraźną zgodą miejscowego księdza proboszcza.

## Miejsce spotkań
Wspólnota spotyka się w wielu miejscach na terenie Europy (szczególnie Polski). Administracyjnie cały teren aktywności Wspólnoty jest podzielony na tzw. Winnice (oddziały). Obecnie funkcjonuje osiem Winnic: Stryszawa (obejmuje m.in. Kraków), Bielsko-Biała, Śląsk (+ m.in. Tychy), Chełm (+ m.in. Zamość), Warszawa, Radom, Lublin i Wiedeń.
We wspólnocie istnieją także tzw. Szczepy winne tzn. Domy Zmartwychwstania oddalone od Winnic, z których w przyszłości powstaną Winnice. W chwili obecnej istnieje 5 Szczepów winnych: Tomaszów Lubelski, Gdańsk, Bułgaria, Wielka Brytania.
Ponadto Wspólnota posiada mniejsze ośrodki działalności (poza Winnicami i Szczepami), w tym m.in. na Ukrainie, w Holandii i w Norwegii.
Fundamentalnym miejscem spotkań w każdej z Winnic są Domy Zmartwychwstania. W prywatnych domach animatorów, gromadzi się ok. 5–10 osób. Jest to czas modlitwy uwielbienia, czytania Słowa Bożego (Biblia), jak również dzielenia się własnym doświadczeniem wiary oraz troskami i radościami życia codziennego. W całej Wspólnocie funkcjonuje ponad 160 Domów Zmartwychwstania.
Członkowie Domów Zmartwychwstania gromadzą się raz w tygodniu, natomiast wszystkie Domy Zmartwychwstania z danej Winnicy raz w miesiącu na tzw. Świętowaniu. Cała Wspólnota spotyka się wspólnie raz w roku w centrum w Stryszawie na tzw. Zjeździe Wspólnoty.

## Duchowość Wspólnoty
Imię Wspólnoty, a razem z nim duchowość, opierają się na fragmentach z Biblii:
"Gdy Jan został uwięziony, Jezus przyszedł do Galilei i głosił Ewangelię Bożą. Mówił: Czas się wypełnił i bliskie jest królestwo Boże. Nawracajcie się i wierzcie w Ewangelię!" Mk 1,14-15
"Nie bójcie się! Szukacie Jezusa z Nazaretu, ukrzyżowanego? Powstał, nie ma Go tu. Oto miejsce, gdzie Go złożyli. A idźcie powiedzcie Jego uczniom i Piotrowi: Podąża za wami do Galilei, tam go ujrzycie, jak wam powiedział." Mk 16,6-7
a także ze słów Konstytucji Zgromadzenia Zmartwychwstańców:
"Wzywamy wszystkich, a szczególnie młodzież i rodziny, do wspólnot Zmartwychwstałego Chrystusa, w których promieniuje wiara, nadzieja i miłość - znak zjednoczenia w Kościele z Chrystusem i Jego Matką Maryją."
Z tego względu celem Wspólnoty jest życie tą misją, którą jest ewangelizacja, doświadczając nieustannie nawrócenia w swoim życiu, a także budując coraz głębszą relację z Jezusem Zmartwychwstałym – opierając życie i posługę na charyzmacie Zgromadzenia, którym jest życie NADZIEJĄ i niesienie Nadziei innym ludziom.

## Filary życia wspólnotowego
- Życie modlitwą:
  - Modlitwą Osobista – czyli codziennym żywym spotkaniem z Bogiem poprzez uwielbienie Go oraz kontemplację Słowa Bożego;
  - Modlitwą Wspólnotową – czyli w jedności z braćmi i siostrami każdego tygodnia na spotkaniach w Domach Zmartwychwstania oraz comiesięcznych Świętowaniach;
  - Eucharystią – czyli szczytem życia chrześcijańskiego oraz spotkania z Bogiem.

- Życie formacją:
  - Formacją Podstawową – czyli drogą ku dojrzałości życie chrześcijańskiego (1 rok);
  - Formacją Duchowości Paschalnej – czyli wprowadzeniem w duchowość Wspólnoty (1 rok);
  - Formacją Ku Przymierzu – czyli wprowadzeniem w regułę życia duchowego we Wspólnocie (1 rok);
  - Formacją Stałą – czyli pogłębianiem życia w duchowości i misji i braterstwie we Wspólnocie (permanentnie).

- Życie misją, czyli ewangelizacją:
  - Ewangelizacją indywidualną – życie świadectwem życia codziennego oraz słowem w swoim środowisku – zgodnie z regułą: "głoszę to, czym żyję, żyję tym, co głoszę" wsparte modlitwę za innych.
  - Ewangelizacją wspólnotową, m.in. poprzez:
    - Domy Zmartwychwstania – główna forma ewangelizacji; spotkania odbywają się w domach prywatnych, czyli w środowisku życia;
    - Szkołę Nowej Ewangelizacji św. Marka – program szkół nowych ewangelizacji;
    - Modlitwę wstawienniczą – modlitwa bezpośrednia nad osobami lub za intencje przekazane telefonicznie lub przez Internet;
    - Kampanię modlitewną za kapłanów – polegająca na codzienna modlitwa członków Wspólnoty za przypisanego im konkretnego kapłana Zgromadzenia oraz kapłanów współpracujących ze Wspólnotą;
    - Post i modlitwę – w każdy pierwszy piątek miesiąca w podanych intencjach post o chlebie i wodzie;
    - Czuwania ewangelizacyjne – doświadczenie spotkania z żywą osobą Jezusa przez głoszony kerygmat, sakrament pojednania i Eucharystię;
    - Modlitwę o uzdrowienie chorych – w czasie czuwań lub po Eucharystii z modlitwą o uzdrowienie, Wspólnota modli się za chorych fizycznie, psychicznie oraz duchowo;
    - Koncerty – aby dotrzeć jeszcze lepiej do młodzieży i pomóc jej odnaleźć w życiu Jezusa Chrystusa;
    - Ewangelizację "od drzwi do drzwi" – na zaproszenie proboszcza danej parafii podejmowane jest w domach parafian ewangelizacja – dzielenie się Ewangelią i własnym świadectwem doświadczenia Boga;
    - Rekolekcje dla szkół i parafii – szczególnie w czasie Adwentu i Wielkiego Postu - rekolekcje ewangelizacyjne oparte na nowych metodach i formach przekazu Ewangelii (świadectwo, pantomima, śpiew, plakaty);
    - Przymierze Mężczyzn -- Przymierze Mężczyzn "Bracia Zmartwychwstania".

## Szkoła Nowej Ewangelizacji św. Marka w Stryszawie („SNE”)
Szkoła Nowej Ewangelizacji św. Marka w Stryszawie jest katolicką szkołą kerygmatyczną, prowadzoną przez Wspólnotę Chrystusa Zmartwychwstałego "Galilea" począwszy od 1994 roku (jedna z pierwszych SNE w Polsce). Oficjalnie podlega Przełożonemu Polskiej Prowincji Zgromadzenia o. Wiesławowi Śpiewakowi CR.
Szkoła św. Marka od 1995 r. jest także członkiem Międzynarodowego Stowarzyszenia Koordynatorów Katolickich Szkół Nowej Ewangelizacji ACCSE 2000. Od 2009 roku jest jednym z założycieli oraz członkiem Ogólnopolskiej Rady Dyrektorów Szkół Nowej Ewangelizacji.
Szkoła organizuje liczne kursy ewangelizacyjne w Centrum Wspólnoty w Stryszawie, a także w filiach Wspólnoty "Galilea" w poszczególnych Winnicach.
- Cel kursów SNE:

Formacja osób, które pragną ewangelizować oraz tych, którzy chcą dalej formować kolejnych ewangelizatorów. Tak aby ostatecznie każdy katolik potrafił skutecznie przekazać Dobrą Nowinę o Jezusie innym ludziom używając prostej, popartej własnym doświadczeniem formy.
- Metodologia kursów:

Przygotowanie do ewangelizacji przez czynny udział w teoretyczno-praktycznych kursach. Metoda tworzenia kursów oparta jest na równoważącym się schemacie modlitwa + studium + praktyka.
- Duchowość SNE:

Skupiona na osobie Jezusa Chrystusa (chrystocentryzm). W postawie otwarcia się na działanie Ducha Świętego, które prowadzi do osobistego spotkania z Bogiem jako Ojcem oraz z Jezusem jako jedynym Panem i Zbawicielem człowieka.

## Siedziba Wspólnoty
Główną siedzibą Wspólnoty jest Centrum Ewangelizacji i Modlitwy "Wzgórze Miłosierdzia" w Stryszawie (niedaleko Suchej Beskidzkiej - województwo małopolskie).
W 1980 roku teren ten został zakupiony przez Zgromadzenie z zamiarem utworzenia tam domu rekolekcyjnego. Od samego początku odbywały się tam rekolekcje prowadzone przez Ruch Światło-Życie dla młodzieży. Począwszy od roku 1992, czyli od momentu powstania Wspólnoty "Galilea", miejsce to coraz częściej było wykorzystywane podczas kursów SNE oraz spotkań w duchu Nowej Ewangelizacji. Centrum Wspólnoty jest położone w malowniczych rejonach Żywca (Beskid Żywiecki - pasmo Jałowca - 1110 m n.p.m.). Panuje tam właściwy do kontemplacji i odpoczynku spokój.